# Зиновий Флорентийский
Зиновий Флорентийский (Зенобий; лат. Zenobius; итал. Zanobi; 337—417) — католический и православный святой, покровитель Флоренции, герой полотен и фресок Сандро Ботичелли, Доменико Гирландайо, Фра Анджелико и других ведущих художников итальянского Возрождения. 

## Биография
Самым ранним литературным памятником, в котором упоминается святой Зиновий, является житие святого Амвросия Медиоланского (Миланского), в котором сообщается, что Зиновий был епископом во Флоренции в то же самое время, когда Амвросий был епископом в Милане, и что во время посещения Амвросием Флоренции в 394 году они встречались лично.
В дальнейшем было создано несколько редакций жития святого Зиновия, сама ранняя из которых относится к XI веку, а её автором считается Лаврентий, епископ Амальфи. Впрочем, предполагается, что уже в распоряжении Лаврентия имелся какой-то не дошедший до нас агиографический текст. 
Согласно житийной традиции, Зиновий был уроженцем Флоренции, тогда ещё языческой. В возрасте 20 лет он принял крещение и дал обет безбрачия, сумел обратить в христианство своих родителей, после чего был назначен диаконом флорентийского епископа Феодора. Святой Амвросий во время посещения Флоренции познакомился с диаконом Зиновием и взял его с собой в Рим, где тот прославился чудесами и исцелениями (при этом, согласно более раннему житию Амвросия, Зиновий уже был епископом ко времени его приезда во Флоренцию и в Рим вместе с Амвросием не ездил). После этого, по протекции Амвросия и папы Дамасия I, Зиновий был избран прихожанами епископом Флоренции епископом вместо почившего Феодора, одержав «победу на выборах» над «кандидатом» от ариан. 
Во Флоренции Зиновий основал небольшую монашескую общину. Его ближайшим соратником был диакон Евгений. Согласно житию, Зиновий прославился многими чудесами. Так, однажды диакон Евгений скончался. Однако вскоре в город должен был приехать святой Амвросий. Святой Зиновий по этому поводу воскресил диакона Евгения, чтобы познакомить своих друзей. После знакомства со святым Амвросием диакон скончался вторично. 
Согласно житию святого Зиновия, он облагодетельствовал Флоренцию, подарив городу мощи святых мучеников Авдона, Сенена, Виталия и Агриколы. Впрочем, еще по крайней мере два епископа — Амвросий Медиоланский и Евсевий Болонский, согласно их житиям, претендуют на ту же честь. 
Кроме того, однажды Зиновий воскресил мальчика, сына бедной женщины, попавшего под колёса телеги на городской улице. Эта сцена, в частности, изображена на одной из картин Ботичелли.
Неизвестно, когда умер святой Зиновий, но обычно предполагается, что это произошло в начале V века (в качестве возможных дат указываются: не позднее 408, 415, не позднее 417, 424 годы). 
Первоначально Зиновий был погребён во флорентийской церкви Святого Лаврентия. Однако уже его преемник епископ Андрей перенёс мощи в кафедральный собор Флоренции, где они всё еще находились в богато украшенном саркофаге к моменту составления жития святого Лаврентием Амальфийским. В 1330 году часть мощей из саркофага была помещена в бюст-реликварий, а в 1438 году была создана новая рака для мощей.

## В искусстве
- «Сцены из жизни святого Зиновия» — серия поздних работ Сандро Боттичелли.
- Фреска с изображением святого Зиновия работы Доменико Гирландайо в интерьере Палаццо Веккьо во Флоренции.
- Работа Фра Анджелико: Мадонна с предстоящими святым Домиником и святым Зиновием.
- Мозаичный портрет святого Зиновия работы Монте ди Джованни дель Фора (представлен в шаблоне статьи справа).

И др.